# Годоребі
Годоре́бі (груз. გოდორები) — згаслий вулкан у південній Грузії, одна з вершин Абул-Самсарського хребта та Джавахетського нагір'я, що входить до системи Малого Кавказу. Висота гори становить 3189 м.

## Основна інформація
Годоребі прилягає з півночі до вулкана Діді Абулі. Має конус діаметром 2 км та відносну висоту 400 м. На вершині гори — кратер діаметром 250 м, відкритий на схід. З кратера стікають лавові потоки чорних андезито-дацитів плейстоценового та голоценового періодів, що утворюють лавове плато. На сході Годоребі межує з пірокластичним конусом Грігорі. На північний схід від вершини розташоване велике лавове плато, утворене численними лавовими потоками. На даний момент вулкан згас та не проявляє активності.
На Годоребі знайдено сліди прадавніх льодовикових вершин. Нижня частина схилів вкрита переважно альпійськими луками. Поблизу вулкана розташоване озеро.